# 1987년 지바현 동쪽 해역 지진
1987년 지바현 동쪽 해역 지진(일본어: 1987年千葉県東方沖地震) 1987년 12월 17일 11시 8분 17초에 일본 지바현 보소반도, 구주쿠리 해변 지역에 일어난 지진이다.
진앙은 지바현 보소반도 구주쿠리 해변 인근 해역에서 일어난 지진으로, 규모는 일본 기상청 규모와 모멘트 규모가 Mj6.7, Mw6.7로 동일하다. 지진 단층은 해양판인 필리핀해판 내부에서 일어난 슬래브 내부 지진으로, 역단층 성분이 포함된 우향 주향이동단층형 지진이다. 본진 발생 15초 전 규모 M2.7의 미소지진이 발생했었다.

## 발생 매커니즘
미나미칸토 지역의 지각 구조는 제일 위의 북아메리카판이 있고 그 아래 사가미만에서 섭입한 필리핀해판이, 더 아래에는 일본해구에서 섭입한 태평양판이 있는 복잡한 3층형 구조이다. 1987년에 일어난 지진은 2층의 필리핀해판 내부에서 단층 운동으로 발생한 슬래브 내 지진이다.

## 각지의 진도
아래는 일본 기상청 진도 계급 기준 진도4 이상을 관측한 행정구역의 목록이다.
| 진도 | 도도부현   | 시구정촌                 |
| ---- | ---------- | ------------------------ |
| 5    | 지바현     | 가쓰우라시 지바시 조시시 |
| 4    | 이바라키현 | 이시오카시 미토시        |
| 4    | 사이타마현 | 구마가야시               |
| 4    | 지바현     | 다테야마시               |
| 4    | 도쿄도     | 지요다구                 |
| 4    | 가나가와현 | 요코하마시 나카구        |
| 4    | 야마나시현 | 후지카와구치코정         |
| 4    | 시즈오카현 | 아타미시                 |

## 피해
지바현 광범위한 지역에서 진도5를 관측했으며, 지바현 총무부 소방방재과 자료에 따르면 사망 2명, 중상 26명, 경상 118명, 건물 전파 16동, 반파 102동, 일부 파손 63,692동, 화재 3건이 발생했다. 산사태도 102건이 보고되었다. 피해 중심 지역은 지바현이었지만 가나가와현의 미우라반도에서도 산사태로 인한 자동차 매몰 등의 피해가 발생했다.
간토 지방의 비교적 넓은 지역에서 피해가 발생한 지진으로는 1923년 관동 대지진과 그 여진인 1924년 단자와 지진 이후 처음으로 간토 지방에 피해를 준 지진으로 주목받았던 지진이다. 지바현 구주쿠리 해변 연안 지역에서 도로 함몰, 산사태, 지붕 기와 붕괴, 벽돌담장 붕괴 등 주택 피해가 발생하였다. 또한 구주쿠리 해변 연안, 도쿄만 연안, 도네강 유역 연안 지역은 액상화현상도 발생했다.
당시에는 각 시구정촌에서 자동형 지진계가 많이 설치되어 있지 않아 최대 진도5로 기록되긴 하였으나 진앙과 가까운 지자체의 피해 상황으로 볼 때 현재의 일본 기상청 진도 계급 기준 진도 6약 이상의 흔들림이 있었던 것으로 추정된다.
당시 방재행정무선은 정보의 폭주로 혼란에 빠져 제대로 기능하지 못했다는 비판을 받았다.

## 관련 지질 활동
사가미 해곡에서 섭입하는 해양판인 필리핀해판과 대륙판인 아메리카판의 구주쿠리 연안 판 경계부에는 암반이 천천히 어긋나는 슬로우 슬립(slow slip) 현상이 일어나고 있는데 이 현상은 1983년부터 2014년까지 과거 31년간 2년 2개월에서 7년 7개월의 간격, 평균 약 5년 간격으로 일어나고 있다. 최장 7년 7개월의 활동 간격이 일어났던 때엔 두 간격 사이에 1987년 이 지진이 끼어 있어 이 지진이 슬로우 슬립 발생 지역의 응력을 줄여 발생을 늦쳤을 것으로 추정된다.

## 같이 보기
- 지바현 동쪽 해역 지진
- 미나미칸토 직하지진

## 참고 문헌
- 草野富二雄、吉田明夫、「1987年千葉県東方沖地震の余震活動」 地震 第2輯 Vol.43 (1990) No.4 P.459-469, doi:10.4294/zisin1948.43.4_459
- 1987年12月17日の千葉県東方沖の地震【M6.7】の震度分布及び液状化地点の分布 地震調査委員会,1999
- 中山 康：千葉県東方沖地震による斜面崩壊 地すべり Vol.24 (1987-1988) No.4 P.33-35, doi:10.3313/jls1964.24.4_33
- 1988年3月18日の東京都東部の地震について 지진예지연락회 회보 제40권
  - 千葉県東方沖の地震活動（1987年12月） 気象庁
  - 1987年千葉県東方沖地震と周辺の地震活動（震研）